# Maite Arruabarrena
Maite Arruabarrena Unanue (nacida en 1964) es una cantante de ópera y psicóloga mezzosoprano hispano-vasca. Estudió en España y en Italia donde ganó el primer premio del Concurso Internacional de Canto Toti dal Monte. Además de cantar en los principales teatros y salas de conciertos de España, ha actuado en Austria, Francia, Italia, Países Bajos, Portugal y Estados Unidos.

## Biografía
Nacida en Rentería, municipio próximo a San Sebastián, se formó en el Conservatorio de San Sebastián y fue introducida al mundo del canto por José Luis Ansorena y la Coral Andra Mari. Continuó sus estudios en la Escuela de Voz del Orfeón Donostiarra donde estudió con Isabel Álvarez. Luego fue a Italia para entrenar con Claude Thiolas. También se licenció en psicología por la Universidad del País Vasco.
Tras ganar el premio Toti en 1989, actuó en teatros y salas de conciertos tanto en España como en el extranjero. Su repertorio incluía La Cenerentola, Il barbiere di Siviglia, Così fan tutte, Le nozze di Figaro, Don Giovanni, La clemenza di Tito, Orfeo ed Euridice, Falstaff, Les contes d'Hoffmann, Rigoletto, Faust, La forza del destino, Goyescas y Viento es la dicha de amor.